# Kremeljske zvezde
Kremeljske zvezde (rusko: Кремлёвские звёзды, tr. Kremljovskije zvjozdij), simboli Sovjetske zveze, so peterokrake svetlobne rubinaste zvezde, nameščene v 1930-ih na petih stolpih Moskovskega kremlja, ki nadomeščajo pozlačene orle, ki so simbolizirali Ruski imperij. Rdeča barva je simbol oktobrske revolucije, pet zvezd pa predstavlja enotnost proletarcev z vseh petih celin.

## Montaža
Prva zvezda Kremlja je bila postavljena na Odrešenikovem stolpu 25. oktobra 1935. V naslednjem tednu so na stolp svete Trojice, Nikolski in Borovicki stolp postavili še tri zvezde. Te zvezde so nadomestile ogromne bakrene dvoglave orle, nameščene v predrevolucionarnih časih, ki so bili del grba Ruskega imperija.
Telo vsake zvezde je bilo izdelano iz nerjavečega jekla in prekrito z bakreno oblogo. Kremeljske zvezde so bile na obeh straneh okrašene s srpom in kladivom, narejenimi iz draguljev z Uralskega gorovja. Namestitev prvih zvezd ni izpolnila pričakovanja oblikovalcev, saj so površine draguljev izgubile sijaj in zahtevale ponovno oblaganje. Leta 1937, v času 20. obletnice oktobrske revolucije, so te zvezde zamenjali z novimi iz rubinastega stekla, ki vsebuje redki kovini selen in kadmij. Na Vodovodni stolp je bila nameščena še ena zvezda.

## Značilnosti
Velikost in oblika vsake od petih zvezd sta bili določeni glede na višino in arhitekturne značilnosti vsakega stolpa. Razdalja med končnimi točkami žarkov zvezde, nameščene na Vodovodnem stolpu, je 3 metre, Borovickem - 3,2 metra, stolpu svete Trojice - 3,5 metra ter Nikolskem in Odrešenikovem stolpu - 3,75 metra. Nosilna konstrukcija vsake Kremeljske zvezde je izdelana iz nerjavečega jekla in predstavlja prostorsko peterokrako zvezdo, katere točke imajo obliko tetraedrske piramide. Trpežnost in togost konstrukcije je bila zasnovana tako, da prenese največji pritisk orkanskega vetra, ki bi znašal 200 kp na kvadratni meter (ali 2 pa). Kljub precejšnji masi vsake zvezde (približno 1 tono) se vrtijo, ko veter spreminja smer. Vsaka zvezda se zaradi svoje oblike vedno postavi s čelno stranjo proti vetru. Kremeljske zvezde so od znotraj osvetljene z žarnicami z žarilno nitko, tako da jih je mogoče videti proti nebu. Enakomerno porazdelitev svetlobe znotraj zvezd zagotavljajo refraktorji, ki so sestavljeni iz prizmatičnih steklenih plošč. Moč teh svetilk (3,7 kW v zvezdah Vodovodnem in Borovickem stolpu ter 5 kW v preostalih treh) zagotavlja dobro vidnost zvezd podnevi in ponoči. Svetlobni izkoristek je 22 lm / W. Žarnice 5 kW so dolge 383 milimetrov, premer njihovih retort je 177 milimetrov. Vsaka žarnica proizvede veliko toplote, zato je treba vsako zvezdo hladiti. V ta namen je vsak stolp opremljen z dvema ventilatorjema, usmerjenima proti zvezdi.
Ko so zvezde prekrivali s steklom, so morali strokovnjaki upoštevati dejstvo, da so morale zvezde ponoči svetleti in podnevi obdržati svojo rubinasto rdečo barvo, tako da je električna žarnica v svetilkah ostala nevidna. Strokovnjaki so morali upoštevati tudi dejstvo, da je rdeče steklo, ki ga od zunaj osvetljuje sonce, skoraj črno. Leta 1946 so za zvezde namestili kombinacijo različnih vrst stekla in sicer rubin rdeče in mlečno belo steklo s plastjo prozornega kristalnega stekla med njimi. Mlečno belo steklo razprši svetlobo svetilk in hkrati odseva večino dnevne svetlobe ter čez dan mehča temnost rubinastega stekla. Da bi dosegli večji kontrast in poudarili pramene zvezd, so namestili rubinasta stekla v različnih odtenkih, ki absorbirajo le rdeče žarke z valovno dolžino največ 620 nanometrov. Debelina stekla v zvezdah je od 6 do 8 milimetrov. Površina zvezde, prekrite s steklom, je 6 kvadratnih metrov. Posebne triplastne steklene plošče (mlečno bele, kristalno čiste in rubinaste) je izdelala tovarna stekla Gus-Khrustalny. Rubinasta plast listov je obarvana z dodajanjem koloidnega zlata v steklo.
Stroji, ki oskrbujejo Kremeljske zvezde, so znotraj stolpov. Posebne dvižne naprave omogočajo občasno čiščenje zvezd znotraj in zunaj, odstranjevanje prahu in saj. Stroji lahko v roku 30-35 minut zamenjajo pregorele svetilke. Strokovnjaki v posebni kontrolni sobi nadzorujejo delo strojev.
Žarnice kremeljskih zvezd so ugasnile samo dvakrat v zgodovini. V času druge svetovne vojne, da ne bi pomagale nemškim pilotom najti Kremlja in takrat, ko je za ugasnitev poprosil režiser Nikita Mihalkov med snemanjem prizora za film Sibirski brivec.